# El Retiro (El Oro)
El Retiro ist eine Ortschaft und die einzige Parroquia rural („ländliches Kirchspiel“) im Kanton Machala der ecuadorianischen Provinz El Oro. Die Parroquia besitzt eine Fläche von 123,1 km². Die Einwohnerzahl lag im Jahr 2010 bei 4366.

## Lage
Die Parroquia El Retiro liegt an der Pazifikküste im Südwesten von Ecuador. Der Río Buenavista fließt entlang der südlichen Verwaltungsgrenze nach Westen. Im Nordwesten reicht das Areal bis zur Meeresstraße "Estero Santa Rosa". Diese trennt das Festland vom Archipel Jambelí. Der Hauptort El Retiro befindet sich 15 km südsüdöstlich vom Stadtzentrum von Machala. Die Fernstraße E25 (Santa Rosa–El Guabo) durchquert den Süden des Verwaltungsgebietes und führt am Hauptort El Retiro vorbei.
Die Parroquia El Retiro grenzt im Norden an das Municipio von Machala, im Osten an die Parroquias Buenavista (Kanton Pasaje) und La Victoria (Kanton Santa Rosa), im Süden und im Südwesten an das Municipio von Santa Rosa sowie im Nordwesten an die Parroquia Jambelí (ebenfalls im Kanton Santa Rosa).

## Orte und Siedlungen
Neben dem Hauptort El Retiro ist das Gebiet der Parroquia in folgende 11 Sitios gegliedert:
- Buena Esperanza
- El Recreo
- Guarumal Uno
- Kilometro 15
- La Delicia
- La María
- San José La Rotonda
- San Fernando
- San Luis
- San Vicente
- Y del Enano

## Geschichte
Die Parroquia El Retiro wurde am 27. April 1988 gegründet.